# Курт Шумахер
Курт Ернст Карл Шумахер (нім. Kurt (Curt) Ernst Carl Schumacher; 13 жовтня 1895, Кульм, Східна Пруссія, Німецька імперія — 20 серпня 1952, Бонн, ФРН) — німецький соціал-демократичний політик, видатний діяч СДПН. Учасник антинацистського Опору, в'язень концтаборів. Керував відтворенням СДПН в післявоєнній Німеччині, в 1946–1952 був головою партії і лідером соціал-демократичної опозиції уряду Аденауера. Очолював антикомуністичне крило соціал-демократії, був активним противником СРСР і НДР. Вважається одним із засновників ФРН.

## Походження
Народився в Східній Пруссії, на території нинішньої Польщі. Був єдиним хлопчиком у родині, мав трьох сестер. З дитинства багато спілкувався з поляками, був пов'язаний з місцевими філоматами. Вирізнявся успіхами в навчанні.
Карл Шумахер, батько Курта Шумахера, був комерсантом і ліберальним політиком, депутатом міської ради від Німецької вільнодумної партії. Курт з юності переймався ідеями соціал-демократії в ревізіоністської інтерпретації Едуарда Бернштейна. Цікавився також спадщиною Лассаля і Маркса.

## Ветеран Першої світової
Інтернаціоналізм і соціал-демократія поєднувалися в світогляді Шумахера з німецьким націонал-патріотизмом. На наступний день після початку Першої світової війни Курт Шумахер добровольцем вступив до армії Німецької імперії. Воював на Східному фронті, брав участь в Лодзькій битві. 2 грудня 1914 року отримав важке поранення, що призвело до ампутації правої руки. Був нагороджений Залізним хрестом 2-го класу і демобілізований.
У 1915—1919 Курт Шумахер вивчав юриспруденцію і політологію в Галле-Віттенбергському, Лейпцизькому і Берлінському університетах.

## Соціал-демократ у Веймарській республіці
Курт Шумахер став одним із засновників асоціації ветеранів війни. 8 січня 1918 року вступив у Соціал-демократичну партію Німеччини. Виступав за участь робітничого класу і соціал-демократії в державних справах, за зміцнення національної оборони (особливо на східному, російському напрямку), проти страйкового руху у воєнний час.
Під час Листопадової революції Шумахер входив до складу Робітничо-солдатського ради Берліна. Підтримував Фрідріха Еберта та Густава Носке, був противником комуністично орієнтованих спартакістів.
1920 року Курт Шумахер прибув в Штутгарт, де очолив редакцію місцевої соціал-демократичної газети Schwäbische Tagwacht. Він виступав як переконаний і активний противник комуністичної і нацистської партій. Сформував і очолив в Штутгарті відділення Рейхсбаннер — воєнізоване ополчення соціал-демократів проти комуністичного Рот Фронту і нацистських ШЗ.
Всіма засобами він захищав демократію від правого і лівого екстремізму. Войовнича боротьба за республіку характеризувала все його життя.
1924 року Курт Шумахер був обраний в ландтаг, з 1928 року очолював організацію СДПН в Вюртемберзі. З 1930 був депутатом рейхстагу. 1932 року 37-річний Курт Шумахер став наймолодшим членом загальнонаціонального керівництва СДПН. Як соціаліст Шумахер знаходився в послідовній опозиції кабінетах Брюнінга, Папена і Шляйхера, як демократ виступав за жорстку відсіч НСДАП і КПН. У парламентському виступі 23 лютого 1932 року Курт Шумахер назвав гітлерівську пропаганду «зверненням до свинства» і «мобілізацією дурниці».

## Ув'язнений в Третьому рейху
Після приходу НСДАП до влади і прийняття надзвичайного закону Курт Шумахер виступав за перехід СДПН на нелегальне становище і розгортання підпільної боротьби. Був одним з організаторів таємної зустрічі соціал-демократичних активістів у Шварцвальді.
13 червня 1933 року Курт Шумахер був оголошений в розшук і 6 липня заарештований гестапо. Пропозицію підписати відмову від політичної діяльності він відкинув. Майже десять років Шумахер був ув'язненим кількох нацистських концтаборів, в тому числі Флоссенбюрга і Дахау. Виступав з протестами, оголошував голодування, переніс тортури. При цьому Шумахер відмовлявся від контактів з ув'язненими-комуністами, тому що вважав КПГ відповідальною за прихід Гітлера до влади.
Був звільнений з Дахау 16 березня 1943 року, оскільки вважався смертельно хворим, і адміністрація врахувала його військову нагороду. Проживав в Ганновері. Після замаху на Гітлера 20 липня 1944 Курт Шумахер був знову заарештований і поміщений в концтабір Ноєнгамме. Звільнений британськими військами 10 квітня 1945 року.

## Голова відтвореної СДПН
У післявоєнній Німеччині Курт Шумахер мав високу популярність і авторитет — як антинацист і політв'язень, який відмовився і від еміграції, і від співпраці з гітлерівським режимом. Вже 6 травня 1945 року він організував в Ганновері зустріч 130 активістів, що приступили до відтворення СДПН. 5—7 жовтня 1945 року у Веннігзені відбулася конференція соціал-демократів з усіх чотирьох зон окупації Німеччини. Курт Шумахер категорично відкинув вимогу Отто Гротеволя про об'єднання соціал-демократів з комуністами (подібно до того, як це було зроблено в радянській зоні при створенні СЄПН).
10 травня 1946 року соціал-демократи трьох західних зон окупації обрали Курта Шумахера головою СДПН. Цей пост він займав до своєї смерті в протягом шести років. Складна операція, ампутація лівої ноги не підірвали його працездатності. В СДПН була встановлена жорстка партійна дисципліна (подібна колишнім формуванням Рейхсбаннера), партійне керівництво здійснювалося Шумахером авторитарно, опоненти піддавалися санкціям. Але ще більше значення мав його особистий авторитет. Він допускав вільне обговорення будь-яких питань — але тільки до прийняття рішення, що підлягає неухильному виконанню.
Під керівництвом Курта Шумахера соціал-демократи виступали з позицій демократичного соціалізму, антикапіталізму і антикомунізму. Партія відстоювала принципи демократії, соціального регулювання економіки в інтересах робітничого класу, забезпечення прав профспілок, німецького національного суверенітету. Принципи Шумахера — з'єднання гуманістичних ідей християнства, просвітництва і марксизму, об'єднання в соціал-демократії ядра робочих профспілок і прихильників з середнього класу, соціалізація економіки як розвиток економічної демократії — створили основу для майбутньої Годесбергської програми СДПН.
Як представник «іншої Німеччини», який активно опирався нацизму і не ніс відповідальності за злочини Третього рейху — Курт Шумахер вимагав справедливості з боку переможців. Він займав жорстко антирадянську позицію, різко полемізував з американськими і британськими союзниками. Рівночасно він виступав проти участі ФРН в західноєвропейських інтеграційних структурах — Раді Європи, ЄОВС, Європейському оборонному співтоваристві — оскільки бачив в цьому ущемлення суверенітету країни.
У внутрішній політиці Шумахер виступав за націоналізацію великої промисловості (особливо активів, власники яких співпрацювали з нацистським режимом). В царині державного устрою він був прихильником не парламентської, а президентської республіки з сильною владою глави держави. Він вважав це запорукою національно-державної незалежності Німеччини і відкрито претендував на майбутній президентський пост. Всупереч його позиції, Основний закон ФРН 1949 року вводив інший державний устрій, в якому президент був в основному церемоніальною фігурою. Однак Шумахер зумів наполягти на широких повноваженнях федерального уряду.

## Лідер опозиції в ФРН
Курт Шумахер був упевнений в перемозі СДПН на перших виборах в бундестаг ФРН 14 серпня 1949 року. Його особиста популярність сприяла цьому. СДПН дійсно отримала найбільшу кількість голосів і депутатських мандатів. Однак голоси консервативних виборців Баварії забезпечили перемогу правоцентристської коаліції на чолі з ХДС Конрада Аденауера.
Протягом трьох років Курт Шумахер був лідером західнонімецької опозиції і головним опонентом канцлера Аденауера. Виступав проти уряду з позицій соціального і національного популізму. Він розглядав ХДС як партію крупного капіталу, а канцлера — як представника західних союзників, які порушують суверенітет Німеччини. За такого роду виступи Шумахер не раз призивався до порядку і навіть віддалявся з засідань бундестагу.
Шумахер був противником НДР. 1950 року він відхилив пропозицію Народної палати НДР про міжпарламентські переговори, оскільки погоджувався «обговорювати німецькі справи з німцями, а не з іноземними агентами». Шумахер наполягав на «возз'єднання Німеччини в умовах свободи». Шлях такого об'єднання він бачив в «магнетизмі» — соціальному і економічному прикладі ФРН, якому рано чи пізно підуть східні німці.
Антикомунізм Курта Шумахера до кінця залишався непримиренним. Комуністів Шумахер називав «червоними фашистами». Фраза Шумахера «Всесвітній комунізм — це всесвітня реакція» внесена епіграфом до однієї з глав книги «Номенклатура» радянського дисидента Михайла Восленського.
Початок Корейської війни Шумахер сприйняв як схему нападу на ФРН з боку СРСР і НДР. Це спонукало Шумахера ставити питання про відновлення німецьких збройних сил, здатних до національної оборони (що відбилося через кілька років після смерті Шумахера в створенні бундесверу). У той же час Шумахер швидше негативно ставився до програм інтенсивного переозброєння Німеччини, пов'язаних з участю в західних військових альянсах.
Початок 1950-х років було відзначено соціально-політичною стабілізацією і економічним підйомом ФРН. На цьому тлі енергійна опозиційність Шумахера в помітному ступені втрачала підтримку, хоча він зберігав майже загальну повагу в суспільстві.
Помер Курт Шумахер від інсульту у віці 56 років.

## Пам'ять

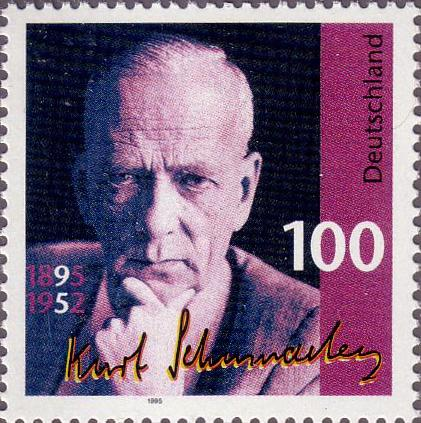

Курт Шумахер ніколи не займав державних посад, однак він вважається одним із засновників ФРН, другим за значенням після Конрада Аденауера. Шумахер — найбільша фігура німецької соціал-демократії, поряд із такими діячами, як Август Бебель, Вільгельм Лібкнехт, Отто Вельс, Юліус Лебер, Віллі Брандт.
Він був пристрасним і невтомним борцем за свободу, демократію і справедливість. Він втілював нерозривний зв'язок волі і демократичного соціалізму, боротьби проти нацистів з боротьбою проти комуністичної диктатури, світу з патріотизмом.
Портрет Курта Шумахера зображений на поштових марках ФРН 1952 (в зв'язку зі смертю) і 1995 (до 100-річчя від дня народження), а також на монеті в 2 марки ходіння 1979—1993.
Штаб-квартира берлінської організації СДПН називається Будинок Курта Шумахера. На честь Шумахера названі в Німеччині численні об'єкти — селища, дороги, школи, мости, а також військова модифікація пасажирського літака Airbus A310

## Особисте життя
За складом характеру Курт Шумахер вирізнявся величезною силою волі і фанатичною цілісністю. Він вів аскетичний спосіб життя, не був одружений, не заводив сім'ї.
В особистому спілкуванні Курт був людиною нелегкою. Заперечень він не любив і в своїй партії їх практично не чув. Спокійний, стриманий, доброзичливий — і жорстко пройнятий непоборним фанатизмом. Аскетичне служіння Німеччині, свободі і праці поглинало його без залишку. Відсвіт залізного шляху покривав цю особистість."Людина, у якої не було ні іскри приватного життя. У години нічного безсоння він порівнював поземельну виборчу статистику. Про його аскетизм ходили легенди. Що найдивніше — ці легенди правдиві. Пристрасний фанатик, день і ніч політика і боротьба. Але це були фанатична гуманність, фанатична любов до людей", — пише Фрід Веземанн, офіційний біограф Курта Шумахера.
Близькі особисті стосунки пов'язували Курта Шумахера в останні роки з його депутатським секретарем Аннемарі Ренгер. Згодом Ренгер була одним з лідерів СДПН, в 1972—1976 очолювала соціал-демократичну фракцію в бундестазі. Вона завжди сприймалася як найближчий друг і ідейно-політичний продовжувач Шумахера.